# Cananga odorata
Ylang-ylang (Pronunciación: /ˈiːlæŋˈʔiːlæŋ/ o /ilañilán/) o flor de cananga: Cananga odorata (Lam.) Hook.f. & Thomson 1820, es un árbol oriundo de la India, Java y Filipinas conocido comúnmente con el nombre de cananga, de la familia de las anonáceas y que se ha extendido a muchos países de la zona intertropical, en especial a Centroamérica y el norte de Sudamérica siendo muy abundante en las regiones cálidas del norte de Venezuela.

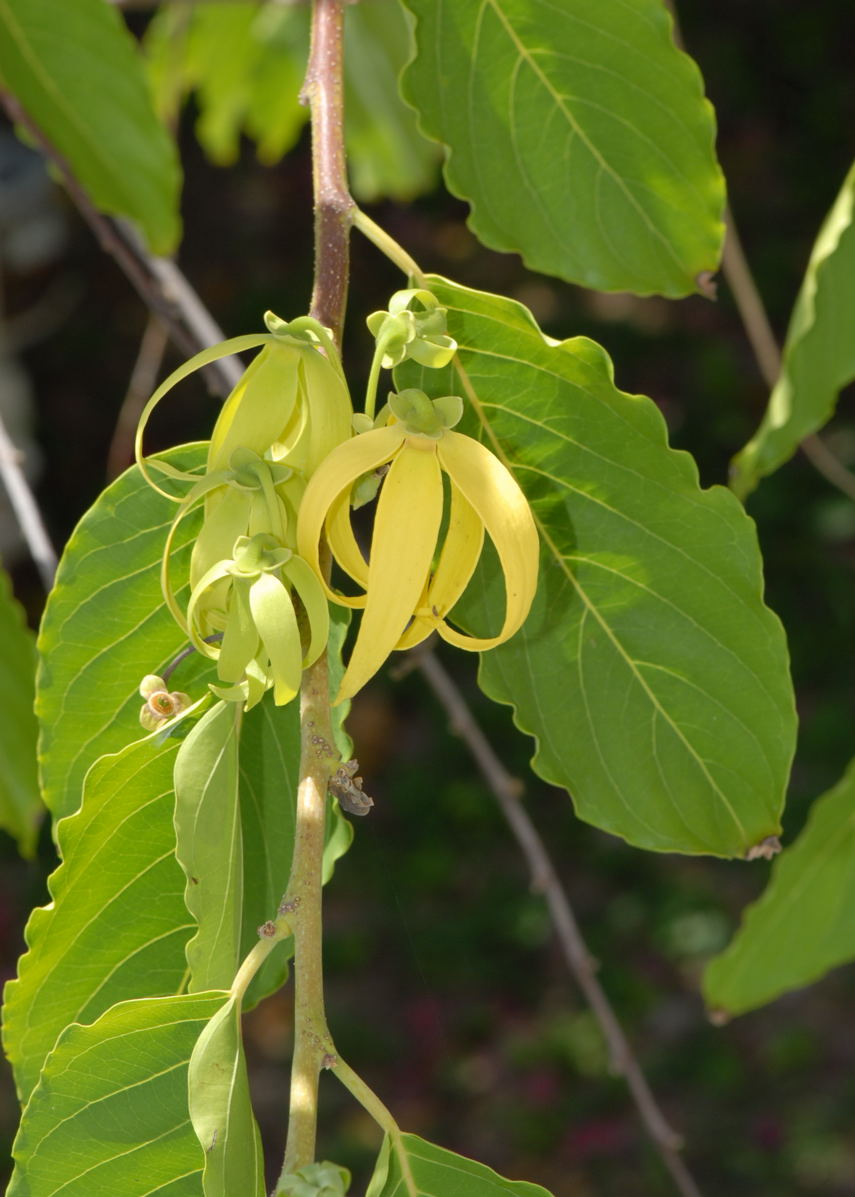
Detalle de la flor

## Descripción
Es un árbol de crecimiento rápido que va más allá de los 5 metros al año y llega a los 12 m cuando su crecimiento esté completo. Crece en luz completa o parcial, y prefiere tierras ácidas en su hábitat de la selva húmeda. 
Las hojas son largas, suaves y esplendorosas. La flor es verdosa-amarillenta y raramente rosa; es crespa como una estrella de mar y brinda un aceite esencial.
Una especie relacionada es Cananga fruticosa,  en esencia una ylang-ylang duende que crece como un árbolito o arbusto compacto con flores altamente fragantes. Ylang-ylang ha sido cultivado en climas temperados bajo condiciones de conservación. Su fruto es un artículto de la dieta aviar importante especialmente para las siguientes palomas: dúcula de collar negro, Ducula rufigaster, Ducula zoeae, Ptilinopus superbus, Ptilinopus perlatus, Ptilinopus coronulatus, Ptilinopus iozonus y tilopo magnífico (Frith et al. 1976).

## Distribución
El nombre ylang-ylang  deriva del Idioma tagalo, tanto del término ilang, significa "asilvestrado", aludiendo a su hábitat natural, o  a la palabra ilang-ilan = "raro", sugestivo de su excepcionalmente delicada  esencia. Planta nativa de Filipinas e Indonesia y comúnmente crece en Polinesia, Melanesia, Micronesia. 

## Propiedades
La fragancia de ylang-ylang es rica y profunda con notas de goma y de crema, y dejos de jazmín y neroli. El aceite esencial de la flor se obtiene por  destilación de las flores y se separan en diferentes grados (extra; 1; 2; 3) de acuerdo a cuando se obtienen los destilados. 
Los componentes aromáticos del aceite de ylang-ylang son benzil acetato, linalol y p-cresil metil éter y metil benzoato, responsable de su característico olor.

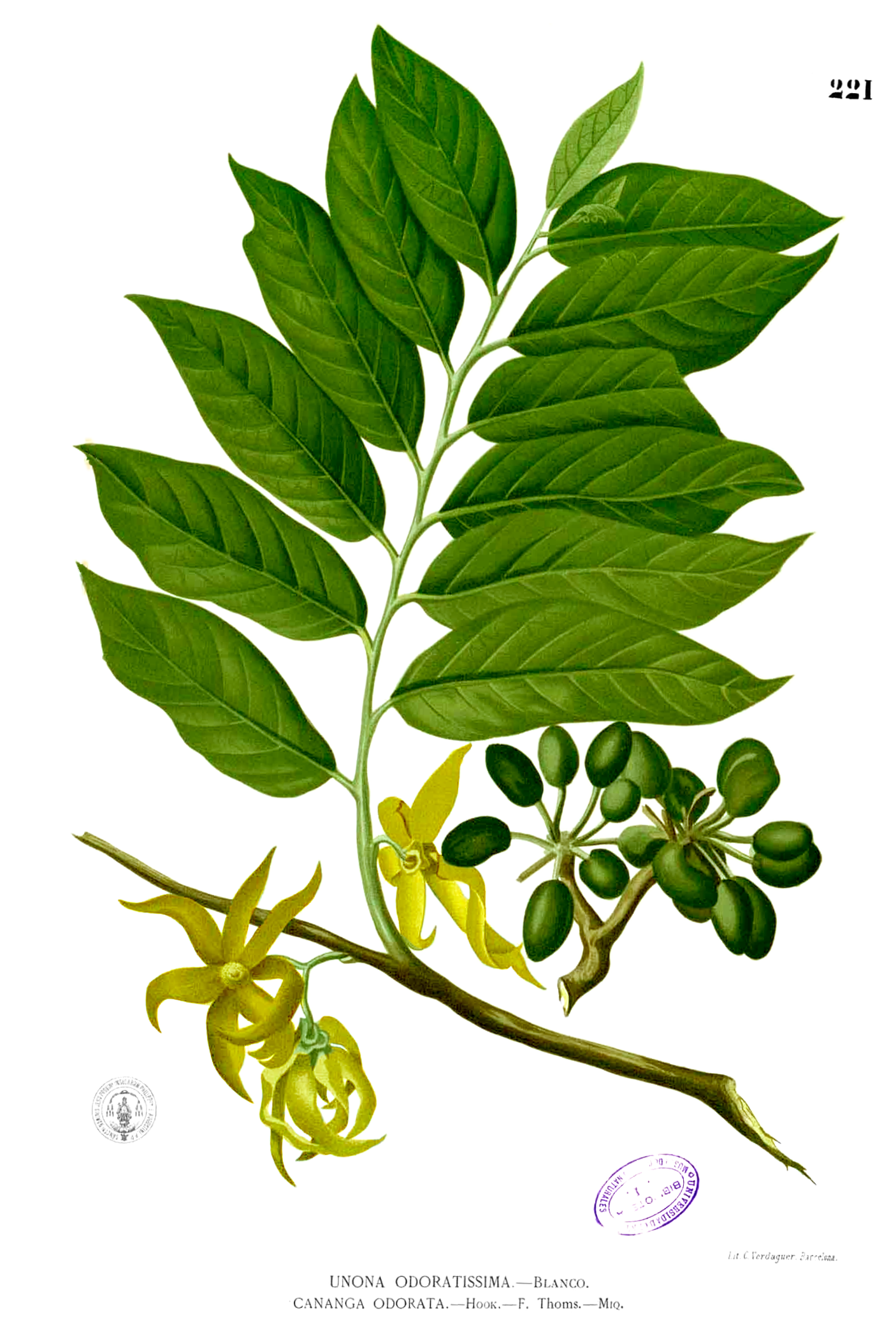
Ilustración

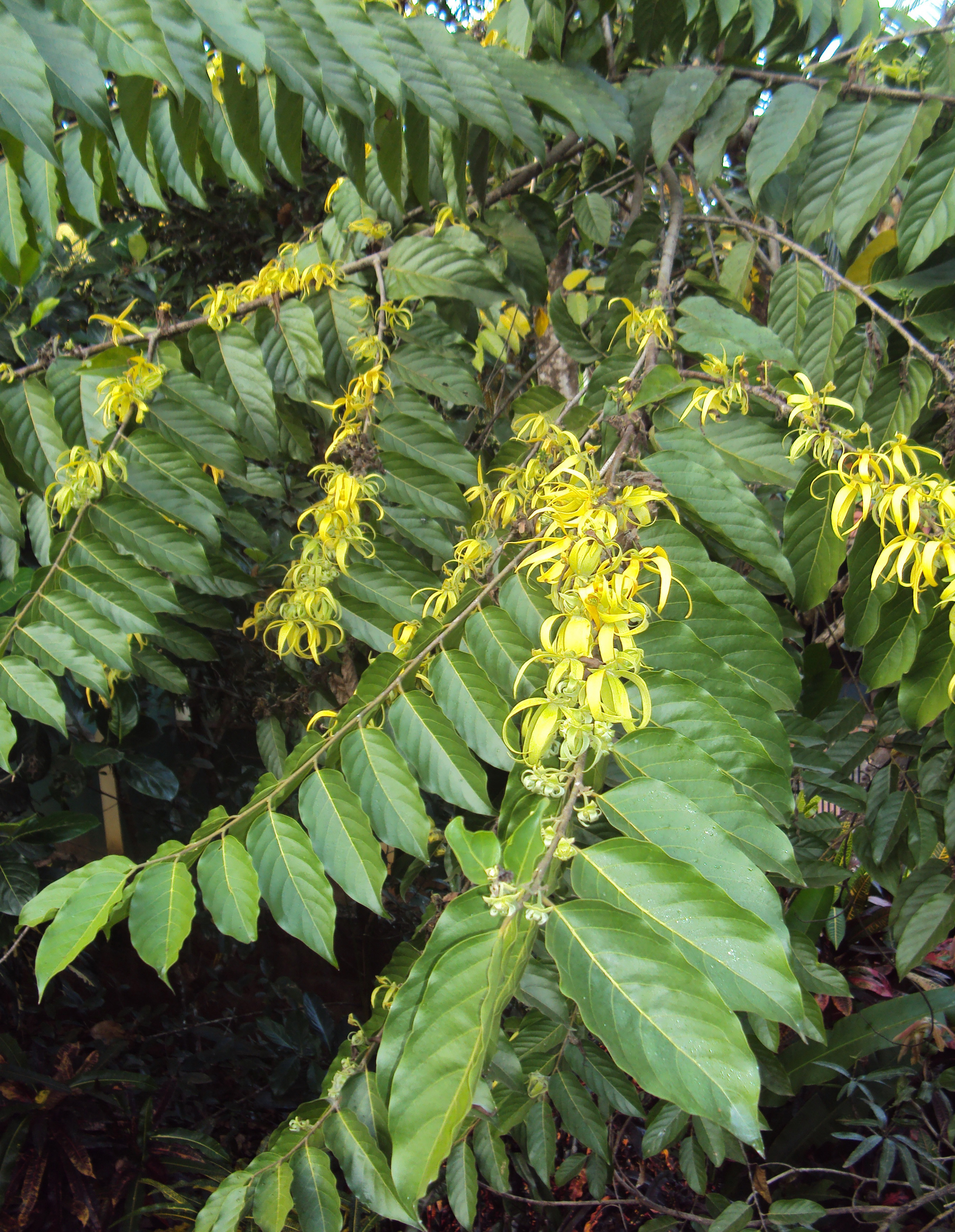
Inflorescencia

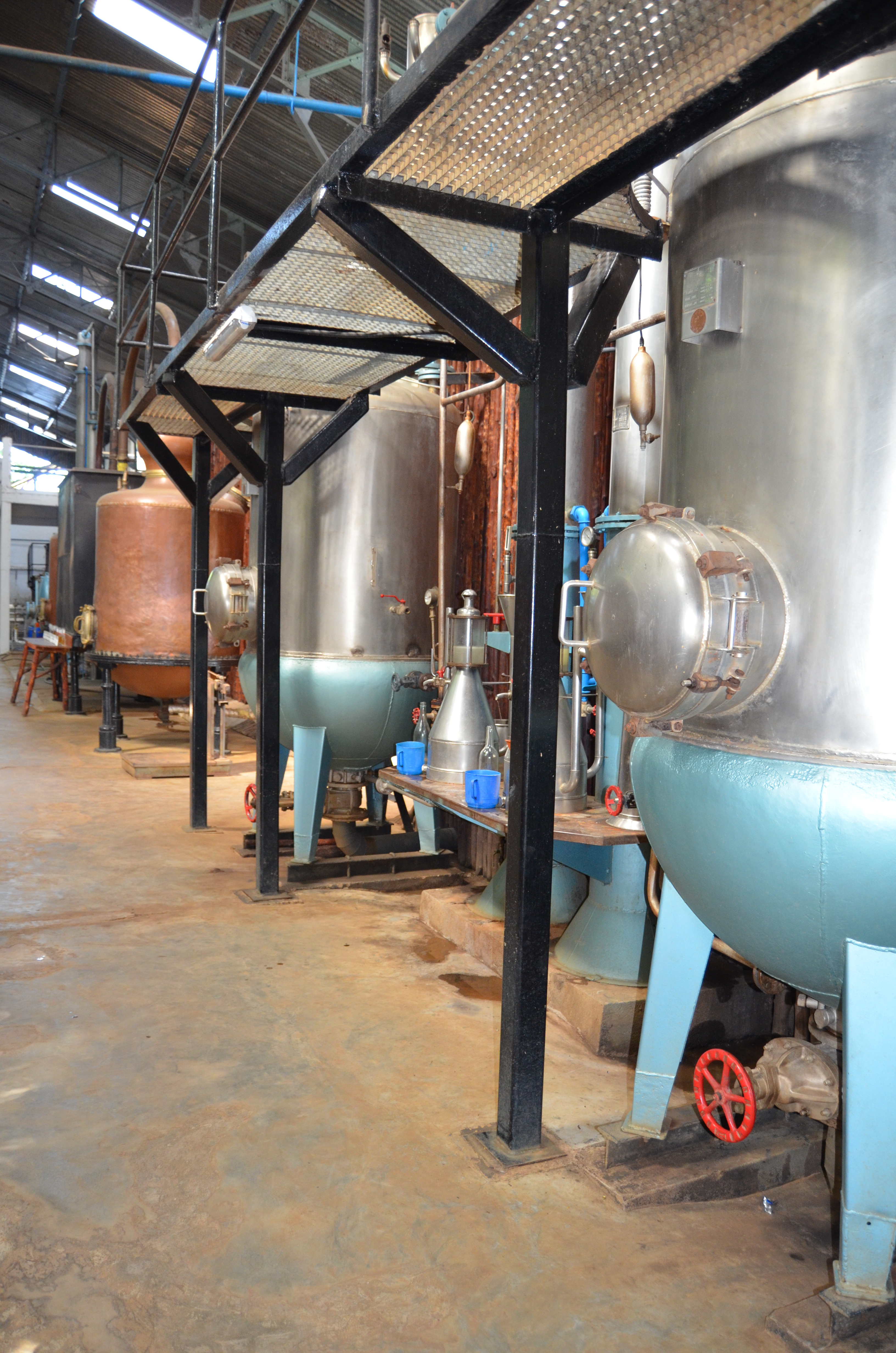
Destilería de Ylang Ylang

El aceite esencial de ylang-ylang se usa en aromaterapia. Se cree que mejora la hipertensión, normaliza secreción de sebo en pieles problemáticas, y se considera un afrodisiaco. De acuerdo a Margaret Mead, lo usan los nativos del Pacífico Sur como los de las Islas Salomón donde hizo mucha de su investigación. El aceite de ylang-ylang es ampliamente usado en perfumería para toques orientales o florales (como Chanel Nº5). Las mezclas con Ylang-ylang van bien con muchas florales, frutales y aromas a maderas. En Indonesia, las flores de ylang-ylang se desparraman en la cama de los esponsales.  En Filipinas, sus flores, con las de sampaguita, se arman para lazo de cuello y la usan las mujeres para adornar imágenes religiosas.
El aceite esencial de ylang-ylang fue el 29% de las exportaciones anuales de Comoras en el año 1998.[cita requerida]

## Taxonomía
Cananga odorata fue descrita por (Lam.) Hook.f. & Thomson y publicado en Flora Indica: being a systematic account of the plants 130. 1855.
- Cananga mitrastigma (F.Muell.) Domin
- Cananga odorata var. velutina (Blume) Koord. & Valeton
- Cananga scortechinii King
- Canangium mitrastigma (F.Muell.) Domin
- Canangium odoratum (Lam.) King
- Canangium scortechinii King
- Fitzgeraldia mitrastigma F.Muell.
- Unona fitzgeraldii F.Muell.
- Unona leptopetala Dunal
- Unona odorata (Lam.) Baill.
- Uvaria axillaris Roxb.
- Uvaria farcta Wall.
- Uvaria hortensis Noronha
- Uvaria odorata Lam.

var. fruticosa (Craib) J.Sinclair
- Cananga blainii var. fruticosum (Craib) Corner
- Cananga fruticosa Craib
- Canangium fruticosum Craib

var. odorata 
- Cananga odoratum (Lam.) Baill. ex King[5]